# Yekaterina Vinográdova
Yekaterina Vinográdova –en bielorruso, Екатерина Виноградова– (nacida Yekaterina Ivanova, Novosibirsk, 3 de septiembre de 1977) es una deportista bielorrusa que compitió en biatlón.
Ganó dos medallas de bronce en el Campeonato Mundial de Biatlón, en los años 2004 y 2005, y seis medallas en el Campeonato Europeo de Biatlón entre los años 2003 y 2006.
Participó en los Juegos Olímpicos de Turín 2006, ocupando el cuarto lugar en el relevo femenino.

## Palmarés internacional
| Campeonato Mundial | Campeonato Mundial     | Campeonato Mundial | Campeonato Mundial |
| Año                | Lugar                  | Medalla            | Prueba             |
| ------------------ | ---------------------- | ------------------ | ------------------ |
| 2004               | Oberhof (Alemania)     | Medalla de bronce  | Velocidad          |
| 2005               | Hochfilzen (Austria)   | Medalla de bronce  | Relevo             |
| Campeonato Europeo |                        |                    |                    |
| Año                | Lugar                  | Medalla            | Prueba             |
| 2003               | Forni Avoltri (Italia) | Medalla de oro     | Persecución        |
| 2003               | Forni Avoltri (Italia) | Medalla de bronce  | Velocidad          |
| 2003               | Forni Avoltri (Italia) | Medalla de bronce  | Relevo             |
| 2004               | Minsk (Bielorrusia)    | Medalla de plata   | Persecución        |
| 2004               | Minsk (Bielorrusia)    | Medalla de plata   | Relevo             |
| 2006               | Langdorf (Alemania)    | Medalla de oro     | Relevo             |